# Aphelenchoides cocophilus
Aphelenchoides cocophilus är en rundmaskart. Aphelenchoides cocophilus ingår i släktet Aphelenchoides och familjen Aphelenchoididae. Inga underarter finns listade i Catalogue of Life.